# 金融庁総合政策局
総合政策局 (そうごうせいさくきょく) は、金融庁の内部部局の一つ。金融庁の筆頭部局であり、他省庁における官房の機能を持つ。

## 沿革
2018年に総務企画局を廃止し、金融行政の戦略立案や総合調整の機能を強化するため新設された。

## 組織
- 審議官、（併）公文書監理官
- 審議官
- 参事官
- 秘書課
総務、人事、服務、研修、図書館の運営等[4]
  - 管理室
機構・定員、予算、会計、福利厚生等[4]
  - 情報化統括室
情報システムの整備及び管理等[4]
  - 人事企画室
- 総務課
総合調整、情報公開・個人情報保護、国会、広報、財務局等との連絡調整、官報掲載、行政訴訟、課徴金に関する審判の事務等[4]
- 政策立案総括官
  - 総合政策課
総合的かつ基本的な方針その他の政策の企画・立案・実施の総括、金融知識普及、税制に関する事務の総括、 政策評価、金融に関する調査・研究等[4]
- リスク分析総括課
金融システムや複数の金融機関等に共通するリスクの状況・動向に関する調査・分析の総括や包括的又は特に 専門的な調査・分析・検査等[4]
- 資金決済参事官
  - 決済・デジタル金融グループモリタリング室
  - モリタリング主任統括官
- 暗号資産・ブロックチェーン・イノベーション参事官
  - イノベーション推進室
- 国際総括官
  - 国際政策管理官
  - 国際室
  - 国際資金洗浄対策室

## 歴代幹部

### 歴代局長
| 代 | 氏名       | 在任期間                | 前職                         | 後職           |
| -- | ---------- | ----------------------- | ---------------------------- | -------------- |
| 1  | 佐々木清隆 | 2018.07.10 - 2019.07.05 | 総務企画局総括審議官         | 辞職           |
| 2  | 森田宗男   | 2019.07.05 - 2020.07.20 | 証券取引等監視委員会事務局長 | 金融国際審議官 |
| 3  | 中島淳一   | 2020.07.20 - 2021.07.08 | 企画市場局長                 | 金融庁長官     |
| 4  | 松尾元信   | 2021.07.08 - 2022.06.24 | 証券取引等監視委員会事務局長 | 辞職           |
| 5  | 栗田照久   | 2022.06.24 - 2023.07.04 | 監督局長                     | 金融庁長官     |
| 6  | 油布志行   | 2023.07.04 - 2024.07.05 | 証券取引等監視委員会事務局長 | 企画市場局長   |
| 7  | 屋敷利紀   | 2024.07.05 - 2025.07.01 | 総合政策局審議官             | 辞職           |
| 8  | 堀本善雄   | 2025.07.01 -            | 総合政策局政策立案総括審議官 |                |

### 歴代総括審議官
| 代 | 氏名     | 在任期間                 | 前職                                                     | 後職         |
| -- | -------- | ------------------------ | -------------------------------------------------------- | ------------ |
| 1  | 中島淳一 | 2018.07.17 - 2019.07.05  | 総務企画局審議官（サイバーセキュリティ・市場・官房担当） | 企画市場局長 |
| 2  | 白川俊介 | 2019.07.05 - 2021.07.08  | 総合政策局審議官（国際・監督局担当）                     | 関東財務局長 |
| 3  | 伊藤豊   | 2021.07.08 - 2022.06.24  | 総合政策局審議官（監督局担当）                           | 監督局長     |
| 4  | 石田晋也 | 2022.06.024 - 2025.07.01 | 総合政策局審議官（監督局担当）                           | 監督局長     |
| 5  | 柳瀬護   | 2025.07.01 -             | 総合政策局審議官                                         |              |